# Romejki (obwód grodzieński)
Romejki (biał. Рамейкі, Ramiejki; ros. Рамейки, Ramiejki) – wieś na Białorusi, w obwodzie grodzieńskim, w rejonie korelickim, w sielsowiecie Rajca.

## Historia
W dwudziestoleciu międzywojennym leżały w Polsce, w województwie nowogródzkim, w powiecie nowogródzkim, w gminie Cyryn. W 1921 miejscowość liczyła 288 mieszkańców, zamieszkałych w 47 budynkach, wyłącznie Białorusinów. 252 mieszkańców było wyznania rzymskokatolickiego i 36 prawosławnego.
Po II wojnie światowej w granicach Związku Sowieckiego. Od 1991 w niepodległej Białorusi.